# Cimentació (geologia)

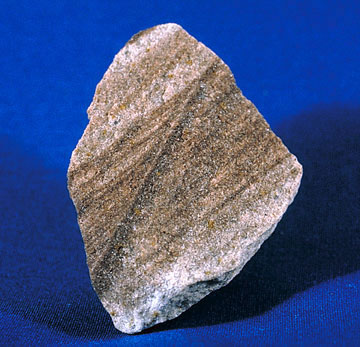
Gres, roca litificada després de patir compactació i cimentació.

La cimentació (geologia, sedimentologia) és el procés pel qual, durant la diagènesi, precipiten les sals dissoltes en l'aigua situada en els porus dels sediments. Les partícules constituents d'aquests clastos queden unides entre si. La cimentació, juntament amb la compactació, produeixen la litificació. El precipitat que es forma es denomina ciment, i la seva composició pot ser molt variada, si bé abunden el sílice, el carbonat i els òxids de ferro. Es produeix un ompliment dels intersticis o de la porositat d’una roca preexistent.
La cimentació és una etapa del procés de diagènesi que transforma un sediment incoherent en una roca compacta endurida per deposició química, in situ, de minerals (calcita, sílice) en els intersticis del material sedimentari solt que, un cop cimentat queda soldat. El procés pot ser penecontemporani, és a dir, format alhora de la sedimentació, o posterior.
El ciment és la matèria mineral precipitada químicament en els espais intergranulars d’una roca sedimentària detrítica, que trava els grans i els dona coherència. Pot ser calcita, aragonita, dolomita, sílice, òpal, calcedònia, quars, siderita, òxids de ferro, barita, guix, anhidrita, pirita i altres.

## Tipus de ciment carbonatat
Beachrock és un tipus de sorra de platja carbonatada que s'ha cimentat mitjançant un procés anomenat cimentació sinsedimentària. Beachrock pot contenir ciments de menisc o ciments penjants. A mesura que l'aigua entre els espais estrets de grans drena de la roca de la platja, una petita part d'ella és retinguda per forces capil·lars, on es formarà ciment menisc. Els ciments penjants es formen al fons dels grans on es mantenen les gotes d'aigua.
Els terrenys durs són escorces dures de material carbonatat que es formen al fons del fons oceànic, per sota del nivell de marea més baix. El ciment isòpac (que significa igual gruix) es forma en condicions subaquàtiques on els grans estan completament envoltats d'aigua (Boggs, 2006).
Els ciments carbonatats també poden estar formats per organismes biològics com Sporosarcina pasteurii, que uneix la sorra donats compostos orgànics i una font de calci (Chou et al., 2010).
La cimentació té efectes significatius sobre les propietats i l'estabilitat de molts materials del sòl. La cimentació no sempre s'identifica fàcilment i els seus efectes no es poden determinar quantitativament fàcilment. Se sap que contribueix a la tendresa de l'argila i pot ser responsable d'una pressió aparent de preconsolidació. La filtració de compostos de ferro d'una argila molt sensible de Labrador, Canadà, va donar lloc a una reducció de 30 t/m de la pressió de preconsolidació aparent. Coop i Airey (2003) mostren que per als sòls carbonatats, la cimentació es desenvolupa immediatament després de la deposició i permet que el sòl mantingui una estructura solta. El no reconeixement de la cimentació ha donat lloc a disputes de construcció.
Per exemple, un terreny en un projecte important està marcat com a glacera als dibuixos del contracte. Va ser tan dur que va haver de ser detonat. El contractista va afirmar que el sòl es va cimentar durant l'excavació, ja que es va formar a causa de la matriu d'argila així com de la grava. El propietari va concloure que això es devia a la meteorització dels còdols. Una avaluació adequada del material abans de l'adjudicació del contracte podria haver evitat el problema. Les partícules d'argila s'adhereixen a les superfícies de partícules de llim i sorra més grans, un procés anomenat unió d'argila. Finalment, els grans més grans s'incrusten en una matriu d'argila i la seva influència en el comportament geotècnic és limitada. El confinament d'argila manté una gran proporció de buits fins i tot a tensions efectives elevades, permetent que les forces interpartícules sorgeixin.